# Nur Sürer
Şennur Sürer (Bursa, Turska - 1954.) poznata i kao Nur Sürer turska je glumica. Sudjelovala je u brojnim filmovima i televizijskim serijama.

## Filmografija

### Televizijske serije
- Sultan (2012.)
- Herşeye Rağmen (2011.) kao Leyla
- Kasaba (2009.) kao Seher
- Asi (2007.) kao Neriman Kozcuoğlu
- Kabuslar Evi: Seni Beklerken (2006.) kao Sevgi
- Ihlamurlar Altında (2005.) kao Müjgan
- Kurşun Yarası (2003.) kao Marika
- Havada Bulut (2002.) kao Marika
- İlişkiler (1997.) kao Aysu
- Son Söz Sevginin (1993.)
- Yalancı Şafak (1990.)
- Bay Alkolü Takdimimdir (1981.) kao Gül

### Filmovi
- Kaledeki Yalnızlık (2010.) kao Makbule
- Gülizar (2004.)
- Bir Aşk Hikayesi (2004.)
- Abdülhamit Düşerken (2002.) kao İzzet Hanım
- Sır Çocukları (2002.) kao Münevver
- Sarı Günler (2001.)
- Karanlığın Gölgesinde Korkular (2000.)
- Köçek (2000.)
- Yara (1998.)
- İz (1994.)
- Korkunun Karanlık Gölgesi (1993.)
- Denize Hançer Düştü (1992.)
- Suyun Öte Yanı (1991.)
- Uzlaşma (1991.)
- Kiraz Çiçek Açıyor (1990.) kao Kiraz
- Umuda Yolculuk (1990.) kao Meryem
- Uçurtmayı Vurmasınlar (1989.) kao İnci
- Dönüş (1988.) kao Zerbo
- Sadık Dost (1988.)
- Ateşböceği (1987.) kao Duygu
- Karınca Katarı (1987.) kao Gülsüm
- Ses (1986.) kao Serpil
- Son Urfalı (1986.)
- Yılanların Öcü (1985.) kao Haçça
- Dul Bir Kadın (1985.) kao Ayla
- Ayna (1984.) kao Zelihan
- Fidan (1984.) kao Fidan
- Derman (1983.) kao Bahar
- Aşka Dönüş (1981.)
- Bir Günün Hikayesi (1980.) kao Zeynep
- Bereketli Topraklar Üzerinde (1979.) kao Fatma
- Salak Milyoner (1974.)
- Sinderella Kül Kedisi (1971.)

## Nagrade
| Godina | Naziv nagrade  | Kategorija / Razlog | Rezultat   |
| ------ | -------------- | ------------------- | ---------- |
| 2010.  | Zlatna naranča | za životno djelo    | pobjednica |
| 1989.  | Zlatna naranča | najbolja glumica    | pobjednica |
| 1982.  | Zlatna naranča | najbolja glumica    | pobjednica |